# Hyacinthe Roosen
Hyacinthe  Jan Roosen, zw. „De Leeuw van Temse” (ur. 12 maja 1897 w Temse, zm. 11 lutego 1967 tamże) – belgijski zapaśnik walczący w stylu wolnym. Trzykrotny olimpijczyk. Zajął siódme miejsce w Paryżu 1924 i Amsterdamie 1928, a także dziewiąte w Antwerpii 1920. Walczył w wadze półciężkiej i półśredniej.
Mistrz Europy w 1929 i 1930 roku.

## Turniej wAntwerpii 1920
| Konkurencja        | Walki                | Klas. końcowa |
| Konkurencja        | Przeciwnik I         | Miejsce       |
| ------------------ | -------------------- | ------------- |
| 82,5 kg styl wolny | Johan Gallén (FIN) P | 9.            |

## Turniej wParyżu 1924
| Konkurencja      | Walki                 | Walki                      | Klas. końcowa |
| Konkurencja      | Przeciwnik I          | 1/4                        | Miejsce       |
| ---------------- | --------------------- | -------------------------- | ------------- |
| 72 kg styl wolny | Marcel Dupraz (FRA) Z | Eino Aukusti Leino (FIN) P | 7.            |

## Turniej wAmsterdamie 1928
| Konkurencja      | Walki                     | Walki                     | Klas. końcowa |
| Konkurencja      | Przeciwnik I              | 1/4                       | Miejsce       |
| ---------------- | ------------------------- | ------------------------- | ------------- |
| 72 kg styl wolny | Johannes Jacobsen (DEN) Z | Maurice Letchford (CAN) P | 7.            |